# Ludași
Ludași – wieś w Rumunii, w okręgu Bacău, w gminie Balcani. W 2011 roku liczyła 874 mieszkańców.